# Пуент-а-Пітр (округ)
Округ Пуент-а-Пітр (фр. Arrondissement de Pointe-à-Pitre) — округ у Франції, в департаменті Гваделупа. 2023 року округ об'єднував 14 муніципалітетів, населення становило 199 017 осіб.
Адміністративний центр (супрефектура) — Пуент-а-Пітр.

## Муніципалітети
Список муніципалітетів округу та їхні коди INSEE:
1. Анс-Бертран (97102)
2. Гран-Бур (97112)
3. Капестерр-де-Марі-Галант (97108)
4. Ла-Дезірад (97110)
5. Ле-Гозьє (97113)
6. Ле-Муль (97117)
7. Лез-Абім (97101)
8. Морн-а-л'О (97116)
9. Петі-Каналь (97119)
10. Пор-Луї (97122)
11. Пуент-а-Пітр (97120)
12. Сен-Луї (97126)
13. Сен-Франсуа (97125)
14. Сент-Анн (97128)